# Андреев, Андрей Матвеевич
Андре́ев Андре́й Матве́евич (30 октября [12 ноября] 1905, Санкт-Петербург — 17 ноября 1983, Москва) — советский военный деятель, генерал-полковник (26 ноября 1956 года). Герой Советского Союза (6 апреля 1945 года).
Депутат Верховного Совета СССР 5-го созыва. Делегат XX и XXI съездов КПСС.

## Начальная биография
Андрей Матвеевич Андреев родился 30 октября (12 ноября) 1905 года в Санкт-Петербурге в семье рабочего Семяниковского судостроительного завода.
В 1920 году семья переехала на родину отца в село Татарск (Монастырщинский район, Смоленская область), после чего работал в сельском хозяйстве.
В 1922 году окончил среднюю школу.

## Военная служба

### Довоенное время
В октябре 1924 года был призван в ряды ОГПУ и направлен красноармейцем 1-й Смоленский полк ОГПУ, а затем был переведён красноармейцем в 13-й Заславский пограничный отряд.
В мае 1925 года был направлен на учёбу во 2-ю Белорусскую пограничную школу ОГПУ, дислоцированную в Минске, после окончания которой в феврале 1927 года был назначен на должность помощника начальника пограничной заставы 12-го Бигосовского пограничного отряда войск ОГПУ, в июле 1929 года — на должность помощника начальника пограничной заставы по политической части 1-го Плещеницкого пограничного отряда войск ОГПУ, а в марте 1930 года — на должность инструктора по политической части 28-го отдельного Смоленского дивизиона войск ОГПУ.
В ноябре 1933 года направлен на учёбу в Высшую пограничную школу НКВД, после окончания которой с июня 1935 года служил в составе 13-го мотострелкового полка войск НКВД, дислоцированного в Алма-Ате на должностях помощника командира полка по политической части, командира дивизиона, начальника полковой школы и командира батальона.
В 1936 году Андреев поступил на заочное отделение Военной академии имени М. В. Фрунзе, а в 1938 году перевёлся на очное отделение. После окончания академии майор Андреев в июне 1939 года назначен на должность начальника 5-го Краснознамённого пограничного отряда войск НКВД, дислоцированного в Сестрорецке. Был избран депутатом Сестрорецкого Городского Совета.
Находясь на должности командира 3-го лыжного пограничного полка, принимал участие в боевых действиях в ходе советско-финской войны. Вскоре был включён в состав советско-финляндской комиссии по демаркации границы и разрешению пограничных конфликтов.
В апреле 1940 года вновь назначен на должность начальника 5-го Краснознамённого пограничного отряда войск НКВД, дислоцированного в городе Энсо на советско-финской границе.

### Великая Отечественная война
В июне 1941 года полковник Андреев находился на той же должности и в июле того же года был назначен на должность начальника охраны тыла 23-й армии (Ленинградский фронт).
11 сентября назначен на должность командира 43-й стрелковой дивизии, а 25 октября — на должность командира 86-й стрелковой дивизии. Принимал участие в боевых действиях на Невском пятачке.
7 апреля 1942 года назначен на должность первого заместителя командующего 23-й армии, а 5 мая — на должность первого заместителя командующего 42-й армии (Ленинградский фронт). В июле командовал оперативной группой армии. Оперативная группа под командованием Андреева принимала участие в Старо-Пановской наступательной операции. В ходе боевых действий был ранен.
25 ноября 1942 года назначен на должность командира 102-й стрелковой Дальневосточной дивизии, которая вскоре приняла участие в ходе Орловской, Черниговско-Припятской и Гомельско-Речицкой наступательных операций. Дивизия под командованием Андреева была удостоена почётного наименования «Новгород-Северская» и награждена орденом Красного Знамени.
6 декабря 1943 года назначен на должность командира 29-го стрелкового корпуса, который принимал участие в ходе Белорусской наступательной операции, а также при захвате Наревского плацдарма.
7 сентября 1944 года был назначен на должность командира 4-го гвардейского стрелкового корпуса, который принимал участие в боевых действиях на магнушевском плацдарме на Висле.
12 ноября 1944 года был назначен на должность заместителя командующего 47-й армией, а 18 декабря — на должность командира 125-го стрелкового корпуса, который принимал участие в ходе Варшавско-Познанской, Восточно-Померанской и Берлинской операций.
15 января 1945 года 125-й стрелковый корпус после прорыва укреплённой обороны успешно форсировал Вислу севернее Варшавы и после наступательных боевых действий к 17 января вместе с другими воинскими частями освободил город.
В ходе Берлинской операции корпус под командованием Андреева замкнул кольцо окружения Берлина с запада и в ходе наступления освободил за несколько часов Потсдам. Корпус был награждён орденом Кутузова 2 степени и удостоен почётного наименования «Берлинский».
Указом Президиума Верховного Совета СССР от 6 апреля 1945 года за успешное руководство воинскими соединениями и проявленные при этом личное мужество и героизм генерал-майору Андрею Матвеевичу Андрееву присвоено звание Героя Советского Союза с вручением ордена Ленина и медали «Золотая Звезда».

### Послевоенная карьера
После окончания войны Андреев продолжал командовать 125-м стрелковым корпусом и в январе 1946 года назначен на должность командира 4-го гвардейского стрелкового корпуса (Группа советских войск в Германии), в августе — на должность командира 7-го гвардейского стрелкового корпуса (10-я гвардейская армия, Ленинградский военный округ), а в апреле 1947 года — на должность командира 19-го стрелкового корпуса (7-я гвардейская армия, Закавказский военный округ).
В июне 1948 года был направлен на учёбу на Высшие академические курсы при Военной академии Генерального штаба, по окончании которых в апреле 1949 года назначен на должность помощника командующего 3-й ударной армии (Группа советских войск в Германии), в январе 1951 года — на должность командующего 3-й ударной армии, а в январе 1954 года — на должность командующего 28-й армии (Белорусский военный округ).
В июне 1957 года назначен на должность командующего войсками Воронежского военного округа. Был последним командующим этого военного округа. В июне 1960 года назначен на должность старшего представителя Главнокомандующего Объединённых вооружённых сил государств-участников Варшавского договора в Албанской народной армии, в январе 1962 года — на должность представитель Главнокомандующего Объединённых вооружённых сил при военном округе Чехословацкой народной армии, а в августе 1963 года — начальник Военного института иностранных языков (ныне — Военный университет Министерства обороны Российской Федерации).
С августа 1973 года генерал-полковник Андрей Матвеевич Андреев состоял в распоряжении Министерства обороны СССР и в ноябре того же года вышел в отставку.
Умер 17 ноября 1983 года в Москве. Похоронен на Кунцевском кладбище.

## Воинские звания
- Старший политрук (17.04.1936)
- Батальонный комиссар (5.05.1939)
- Старший батальонный комиссар (1.09.1939)
- Полковой комиссар (13.02.1940)
- Генерал-майор (3.05.1942)
- Генерал-лейтенант (20.04.1945)
- Генерал-полковник (26.11.1956)

## Награды
- Медаль «Золотая Звезда» Героя Советского Союза (№ 5712, 06.04.1945);
- Два ордена Ленина (06.04.1945, 1949);
- Пять орденов Красного Знамени (7.04.1940, 08.1941, 06.02.1942, 11.1944, 5.11.1954);
- Орден Кутузова 1 степени (23.07.1944);
- орден Богдана Хмельницкого 1 степени (29.05.1945);
- Орден Суворова 2 степени (16.09.1943);
- Орден Красной Звезды (31.10.1964);
- Орден «Знак Почёта» (19.12.1968);
- Медаль «В ознаменование 100-летия со дня рождения Владимира Ильича Ленина»;
- Медаль «За отличие в охране государственной границы СССР»;
- Медаль «За оборону Ленинграда»;
- Медаль «За победу над Германией»;
- Медаль «За взятие Берлина»;
- Медаль «За освобождение Варшавы»;
- Медаль «Ветеран Вооружённых Сил СССР»;
- Юбилейные медали СССР;

Иностранные награды:
- Орден «Крест Грюнвальда» 2-го класса (ПНР);
- Золотой крест «Виртути Милитари» (ПНР).

## Память
- 2 января 1995 года в честь А. М. Андреева была названа 5-я застава Сосновоборского пограничного отряда Северо-Западного регионального управления ФПС России.
- 29 мая 2013 года в Москве была открыта мемориальная доска по адресу ул. Мосфильмовская, дом 11, корпус 4[1].

## Сочинения
- Андреев А. М. От первого мгновения до последнего / Литературная запись В. Г. Безродного. — М.: Воениздат, 1984. — 220 с. — (Военные мемуары). — 65 000 экз.